# 1976年インスブルックオリンピックの東ドイツ選手団
1976年インスブルックオリンピックの東ドイツ選手団（1976ねんインスブルックオリンピックのひがしドイツせんしゅだん）は、1976年2月4日から2月15日まで、オーストリアのインスブルックで開催された1976年インスブルックオリンピックの東ドイツ選手団、およびその競技結果。

## 概要
今大会は金メダル7個、銀メダル5個、銅メダル7個の計19個のメダルを獲得した。
ノルディック複合男子個人では、ウルリヒ・ベーリンクが1972年札幌オリンピックに続き金メダルを獲得し、2連覇を達成した。

## メダル
| メダル | 選手名                                                                                            | 競技                   | 種目              |
| ------ | ------------------------------------------------------------------------------------------------- | ---------------------- | ----------------- |
| 金     | ハンス・ゲオルク・アッシェンバッハ                                                                | スキージャンプ         | 男子70m級         |
| 金     | ウルリヒ・ベーリンク                                                                              | ノルディック複合       | 男子個人          |
| 金     | デトレフ・ギュンター                                                                              | リュージュ             | 男子1人乗り       |
| 金     | ハンス・リン ノルベルト・ハーン                                                                   | リュージュ             | 男子2人乗り       |
| 金     | マルギット・シューマン                                                                            | リュージュ             | 女子1人乗り       |
| 金     | マインハルト・ネーマー ベルンハルト・ジャーメスハウゼン                                           | ボブスレー             | 男子2人乗り       |
| 金     | マインハルト・ネーマー ヨッヘン・バボック ベルンハルト・ジャーメスハウゼン ベルンハルト・レーマン | ボブスレー             | 男子4人乗り       |
| 銀     | ゲルト＝ディトマー・クラウゼ                                                                      | クロスカントリースキー | 男子50km          |
| 銀     | ヨッヘン・ダンネベルク                                                                            | スキージャンプ         | 男子70m級         |
| 銀     | アンドレア・ミッチェルリッヒ                                                                      | スピードスケート       | 女子3000m         |
| 銀     | ロミー・ケルマー ロルフ・エステルライヒ                                                           | フィギュアスケート     | ペア              |
| 銀     | ウーテ・リューロルト                                                                              | リュージュ             | 女子1人乗り       |
| 銅     | モニカ・デバートサウザー ジクルン・クラウゼ バーバラ・ペッツォルト フェロニカ・ヘッセ             | クロスカントリースキー | 女子4×5kmリレー   |
| 銅     | ヘンリー・グラス                                                                                  | スキージャンプ         | 男子90m級         |
| 銅     | コンラート・ビンクラー                                                                            | ノルディック複合       | 男子個人          |
| 銅     | クリスティーネ・エラート                                                                          | フィギュアスケート     | 女子シングル      |
| 銅     | マヌエラ・グロス ウーベ・カゲルマン                                                               | フィギュアスケート     | ペア              |
| 銅     | ハンス・リン                                                                                      | リュージュ             | 男子1人乗り       |
| 銅     | カール＝ハインツ・メンツ フランク・ウルリッヒ マンフレート・ベーア マンフレート・ガイアー         | バイアスロン           | 男子4×7.5kmリレー |